# Кивок (жест)

Зображення людини, яка киває

Кивок голови - це жест, при якому голова нахиляється поперемінно дугами вгору і вниз вздовж сагітальної площини. У багатьох культурах він найчастіше, але не всюди, використовується для позначення згоди чи прийняття.

## Як знак згоди
Різні культури надають цьому жесту різні значення. Кивання на знак "так" широко поширене і з'являється у великій кількості різноманітних культурних та мовних групах. Території, в яких кивання, як правило, набуває такого значення, включають Індійський субконтинент (зверніть увагу, що похитування голови також означає згоду), Близький Схід, Південно-Східна Азія, більша частина Європи (див. нижче), Південна Америка та Північна Америка. Кивок голови також можна використовувати як знак визнання або як прояв поваги.
У Греції один кивок голови вниз, що вказує на «так», часто поєднується з одночасним закриттям очей. Цей кивок зазвичай також включає дуже легкий, майже непомітний поворот голови вліво (або вправо).
Раннім описом кивків голови та інших жестів було «Вираження емоцій у людини та тварин»(англ. The Expression of the Emotions in Man and Animals), написане Чарльзом Дарвіном у 1872 році. Дарвін писав місіонерам у багатьох частинах світу з проханням надати інформацію про місцеві жести, і зробив висновок, що кивок на «так» був спільним для багатьох різних груп.
Існують різні теорії, чому кивок так часто використовується для позначення згоди. Одна проста теорія полягає в тому, що це форма поклону, яка вказує на те, що людина готова прийняти те, що інша людина говорить або просить. Також було зазначено, що немовлята, коли голодні, шукають молоко, рухаючи головою вертикально, але відмовляються від молока, повертаючи голову з боку в бік.

## Як знак незгоди
Є кілька винятків: у Греції, на Кіпрі, в Ірані, Туреччині, Болгарії  Албанії та Сицилії один кивок голови вгору (а не вниз) вказує на «ні».
Зокрема, у Греції та на Кіпрі єдиний кивок голови вгору, який вказує на «ні», майже завжди поєднується з одночасним підняттям брів і найчастіше також з легким (або повним) закочуванням очей. Існує також звук, який іноді супроводжує весь жест, що називається "τσου". Використання "τσου" необов'язкове і застосовується лише для сильного наголосу на "ні".
Акцент на піднятих бровах і закочуванні очей дійшов до того, що сам похит голови вгору став другорядним. Людина може позначити «ні», просто піднявши брови і закотивши очі, при цьому голова залишається абсолютно нерухомою.

## Як привітання
Кивком голови також можна використовувати як форму невербального привітання або підтвердження присутності людини; у цьому контексті це, по суті, м'яка форма поклону, з достатньою кількістю рухів, щоб виявити певну повагу без додаткових формальностей. Це включає в себе традиційний кивок вниз або кивок вгору (який є більш неформальним і зазвичай використовується серед друзів або підлеглих). Щоб збільшити офіційність, кивок вниз також може супроводжуватися відповідним словесним привітанням.

## Синдром кивання
Кивання також є симптомом кивального синдрому голови, поки незрозумілої хвороби. Вражає переважно дітей віком до 15 років, і вперше був задокументований у Танзанії у 1962 р. 